# Ignacio Ponseti
Ignacio Ponsetí (Ciutadella de Menorca, 3 giugno 1914 – Iowa City, 18 ottobre 2009) è stato un medico ortopedico spagnolo.

## Biografia
Nato in Spagna, ottenne la laurea in medicina a Barcellona nel 1936 e servì durante la guerra civile spagnola come medico da campo. Emigrò negli Stati Uniti nel 1941, raggiungendo Arthur Steindler alla University of Iowa.

### Ricerca scientifica
Negli anni 50 'sviluppa un metodo innovativo per la cura della patologia del piede torto congenito (Metodo Ponseti), una tecnica non chirurgica che utilizza una serie di gessetti ed un tutore per la correzione del piede, intervenendo nei primi mesi di vita del bambino in modo conservativo per proseguire fino a circa 5/6 anni per mezzo di un tutore con barra, da applicare a periodi alterni per 23 ore al giorno. Ponseti, oltre ad aver inventato il metodo, lo ha esercitato per oltre cinquant'anni e fino in età avanzata, tant'è che è stato fermato solo dalla malattia che, in breve tempo, lo ha portato alla morte.